# Saliva
Saliva ist eine amerikanische Rockband, die im September 1996 in Memphis, Tennessee gegründet wurde.

## Bandgeschichte
Anfangs produzierten sie ihre Songs komplett alleine im Stil von Bands wie Creed und den Deftones. Sie veröffentlichten 1997 ein Album (Saliva), welches in ihrer Region ungefähr 10.000 mal verkauft wurde. Dadurch wurde das Plattenlabel Island Records auf sie aufmerksam. Ihr erstes Album unter Island Records (Every Six Seconds) erschien 2001. 2002 und 2004 folgten je ein weiteres Album (Back Into Your System und Survival of the Sickest).
Chris D'abaldo verließ die Band am 29. Mai 2005, da die Band nach seinen Aussagen keine Einheit mehr sei. Am 20. April 2007 folgte dann das Album Blood Stained Love Story, das immer noch auf Island Records erschien. 2008 kam das Album Cinco Diablo heraus.
Ende 2011 kündigte der Frontmann Josey Scott seinen Ausstieg bei Saliva, zugunsten einer christlichen Solo-Musikkarriere an. Mit dem Singer-Songwriter Bobby Amaru fand Saliva einen neuen Frontmann.
Am 29. Oktober 2019 wurde bekannt, dass Josey Scott für das neueste Saliva-Album und Reunion-Tour für 2020 zurückkehren wird.
Gitarrist Wayne Swinny starb am 22. März 2023 im Alter von 59 Jahren an den Folgen einer Hirnblutung.

## Trivia
- Ihre erste Single Your Disease gehörte zum Soundtrack des 2002 erschienenen Spiels Aggressive Inline.
- Saliva produzierte viele Lieder für die US-amerikanische Wrestlingliga World Wrestling Entertainment und ihre Aufbau-Liga Ohio Valley Wrestling. So benutzte zum Beispiel Dave Batista ihr Lied Unleashed als Einmarsch-Musik, derzeit benutzt er I Walk Alone, ebenfalls von Saliva. Ihre Lieder Superstar, Always,  Survival of the Sickest und Ladies and Gentlemen dienten auch als Hauptlieder für verschiedene Pay-Per-Views der WWE. (Wrestlemania XVIII, Survivor Series 2002, Unforgiven 2004, Wrestlemania 23 und No Way Out 2009). Außerdem hatten sie bei Wrestlemania XVIII und Survivor Series 2002 Live-Auftritte, um die jeweiligen Titel zu spielen.
- Sänger Josey Scott sang zusammen mit dem Frontsänger von Nickelback Chad Kroeger das Lied Hero zum Film Spider-Man.
- Außerdem benutzte die inzwischen aufgelöste ECW das Lied "Don′t question my heart" von Saliva als Theme-Song
- Zudem war der Titel Hunt You Down die Titelmelodie des PPV No Way Out 2009 der WWE
- Ihr Lied „Ladies and Gentlemen“ wurde im Trailer zum neuen Star Trek Film verwendet
- Auf der Guantanamo Bay Naval Base wurde der Song Click Click Boom benutzt, um Insassen zu foltern[5].
- Der Titel Super Star ist im ersten "The Fast and The Furious"-Teil zu hören, als Brian und Dom ein Rennen auf dem Highway fahren.

## Diskografie
Studioalben

| Jahr | Titel Musiklabel                        | Höchstplatzierung, Gesamtwochen, AuszeichnungChartplatzierungen (Jahr, Titel, Musiklabel, Platzierungen, Wochen, Auszeichnungen, Anmerkungen) | Höchstplatzierung, Gesamtwochen, AuszeichnungChartplatzierungen (Jahr, Titel, Musiklabel, Platzierungen, Wochen, Auszeichnungen, Anmerkungen) | Anmerkungen                                                         |
| Jahr | Titel Musiklabel                        | UK | US | Anmerkungen                                                         |
| ---- | --------------------------------------- | --- | --- | ------------------------------------------------------------------- |
| 1997 | Saliva Rockingchair Records             | — | — | Erstveröffentlichung: 26. August 1997                               |
| 2001 | Every Six Seconds Island Records        | — | US56 Platin · (33 Wo.)US | Erstveröffentlichung: 27. März 2001 Veröffentlichung: + 1.000.000   |
| 2002 | Back into Your System Island Records    | — | US19 Gold · (29 Wo.)US | Erstveröffentlichung: 12. November 2002 Veröffentlichung: + 500.000 |
| 2004 | Survival of the Sickest Island Records  | — | US20 (7 Wo.)US | Erstveröffentlichung: 17. August 2004                               |
| 2007 | Blood Stained Love Story Island Records | — | US19 (15 Wo.)US | Erstveröffentlichung: 23. Januar 2007                               |
| 2008 | Cinco Diablo Island Records             | — | US104 (6 Wo.)US | Erstveröffentlichung: 16. Dezember 2008                             |
| 2011 | Under Your Skin Island Records          | — | US86 (1 Wo.)US | Erstveröffentlichung: 22. März 2011                                 |
| 2013 | In It to Win It Rum Bum Records         | — | — | Erstveröffentlichung: 3. September 2013                             |
| 2014 | Rise Up Rum Bum Records                 | — | US158 (1 Wo.)US | Erstveröffentlichung: 29. April 2014                                |
| 2016 | Love, Lies & Therapy Universal Records  | — | — | Erstveröffentlichung: 10. Juni 2016                                 |
| 2018 | 10 Lives Megaforc Records               | — | — | Erstveröffentlichung: 19. Oktober 2018                              |